# Härtlingen
Härtlingen ist eine Ortsgemeinde im Westerwaldkreis in Rheinland-Pfalz. Sie gehört der Verbandsgemeinde Westerburg an.

## Geographie
Härtlingen liegt fünf Kilometer südwestlich von Westerburg im Tal des Elbbaches.
Unterhärtlingen wird als Ortsteil der Gemeinde geführt. Weiterhin gehören zu Härtlingen die Wohnplätze Neumühle, Westert, Westertmühle, Witzelbach und Zechenhaus.

## Geschichte
1292 wurde Härtlingen als Hertlingen erstmals urkundlich erwähnt.
1564 wurde eine erste Mühle am Ort erwähnt, die Teil des Hofs des Adelshauses von Irmtraut war. 1718 wird zudem die Neumühle als Mahl- und Ölmühle genannt.
Westert wurde erstmals urkundlich 1325 genannt. 1574 wurde dort eine Mühle errichtet. Die Ersterwähnung von Wizelbach datiert auf 1250.
Bevölkerungsentwicklung
Die Entwicklung der Einwohnerzahl der Gemeinde Härtlingen, die Werte von 1871 bis 1987 beruhen auf Volkszählungen:
| Jahr | Einwohner |
| ---- | --------- |
| 1815 | 149       |
| 1835 | 227       |
| 1871 | 243       |
| 1905 | 177       |
| 1939 | 218       |
| 1950 | 235       |
| 1961 | 248       |

| Jahr | Einwohner |
| ---- | --------- |
| 1970 | 295       |
| 1987 | 256       |
| 1997 | 373       |
| 2005 | 435       |
| 2011 | 405       |
| 2017 | 382       |
| 2023 | 381       |

## Politik

### Bürgermeister
David Olberts wurde am 9. Juli 2019 Ortsbürgermeister von Härtlingen. Bei der Direktwahl am 26. Mai 2019 war er als einziger Kandidat mit 67,4 Prozent der abgegebenen Stimmen gewählt worden. Er wurde im Juni 2024 wiedergewählt.
Der Vorgänger von David Olberts war Martin Flügel.

## Kulturdenkmäler
Siehe Liste der Kulturdenkmäler in Härtlingen

## Verkehr
- Westlich der Gemeinde verläuft die B 255, die von Montabaur nach Herborn führt.
- Die nächste Autobahnanschlussstelle ist Montabaur an der A 3.
- Der nächstgelegene ICE-Halt ist der Bahnhof Montabaur an der Schnellfahrstrecke Köln–Rhein/Main.

## Persönlichkeiten
- Joseph Pascher (1893–1979), Theologe, geboren in Härtlingen